# Cecina Tácito
Cecina Tácito (em latim: Caecina Tacitus) foi um nobre romano dos séculos III e IV, pertencente à classe senatorial. Em cerca de 300, seu nome aparece em oitavo lugar numa lista de senadores segundo a qual cada um contribuiu com 400 000 sestércios, quiçá para custear algum edifício em Roma.